# Edward Taylor

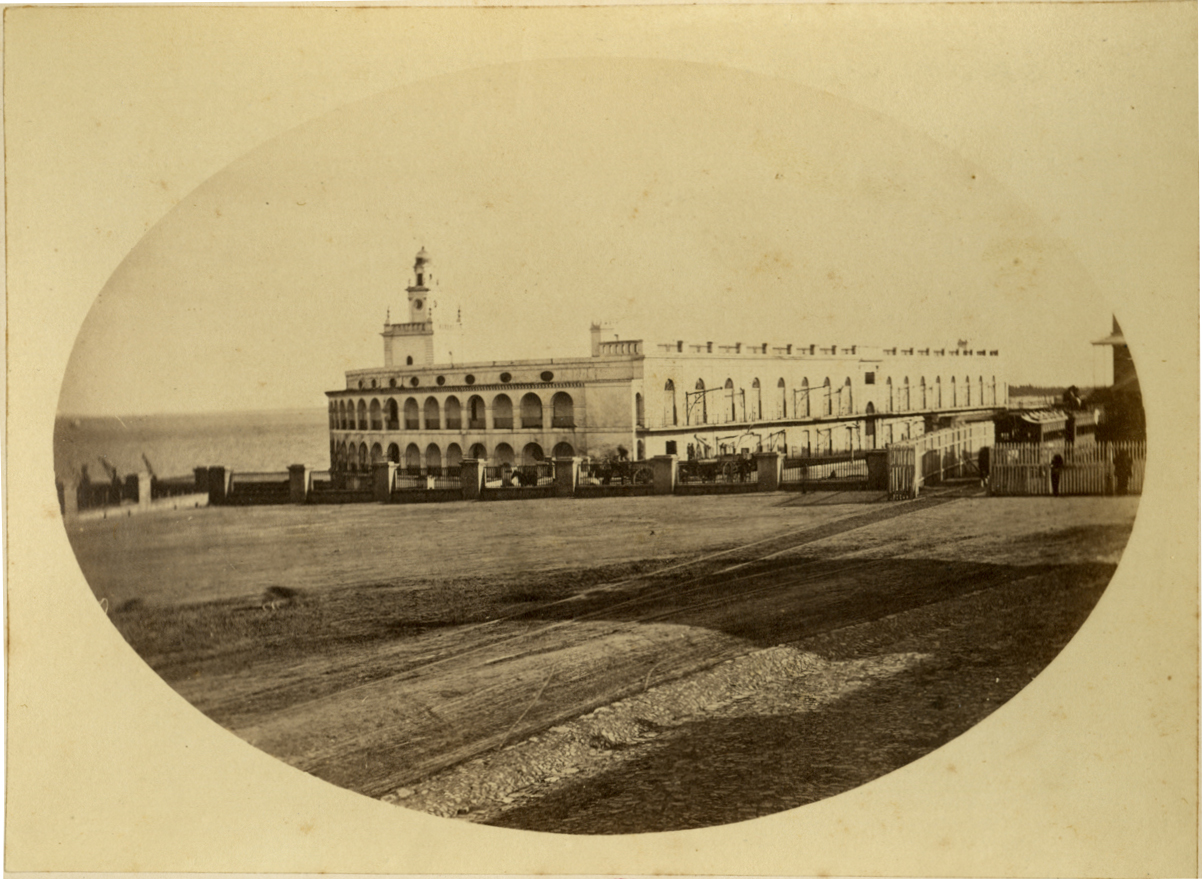
La Aduana Nueva o Aduana de Taylor en 1864.

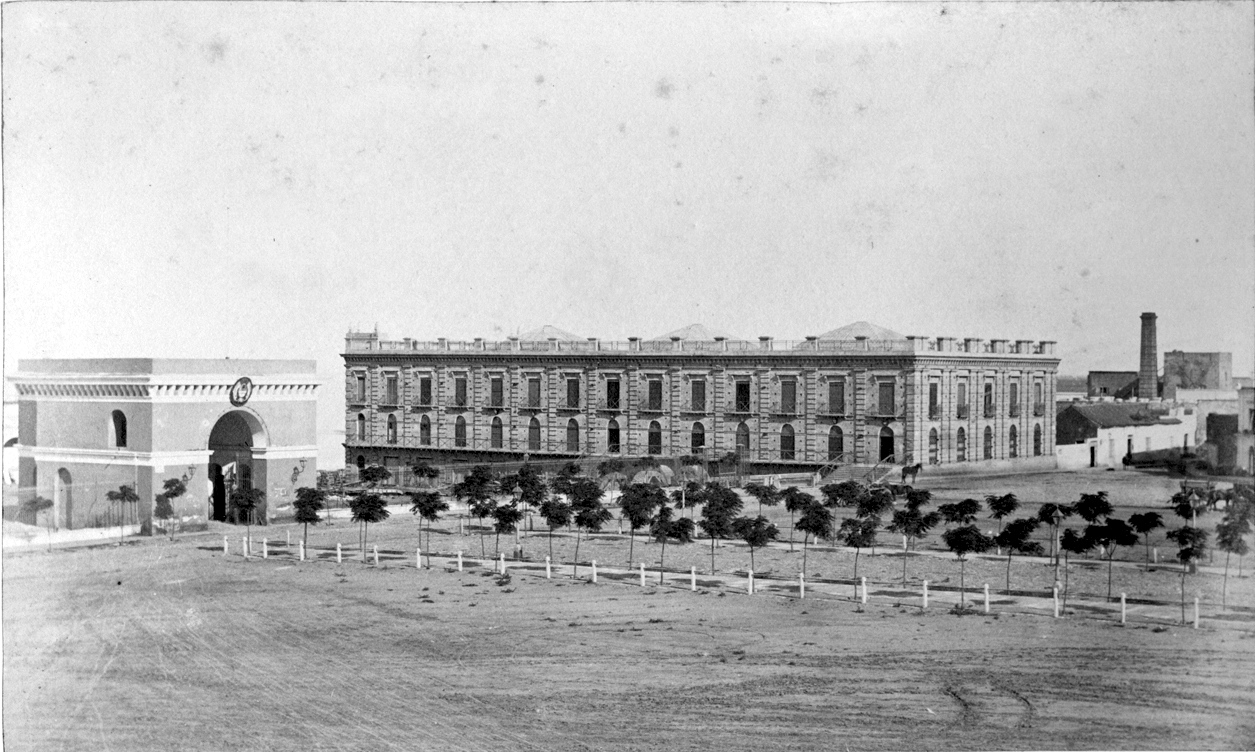
La Administración de Rentas Nacionales construida por Edward Taylor en 1864.

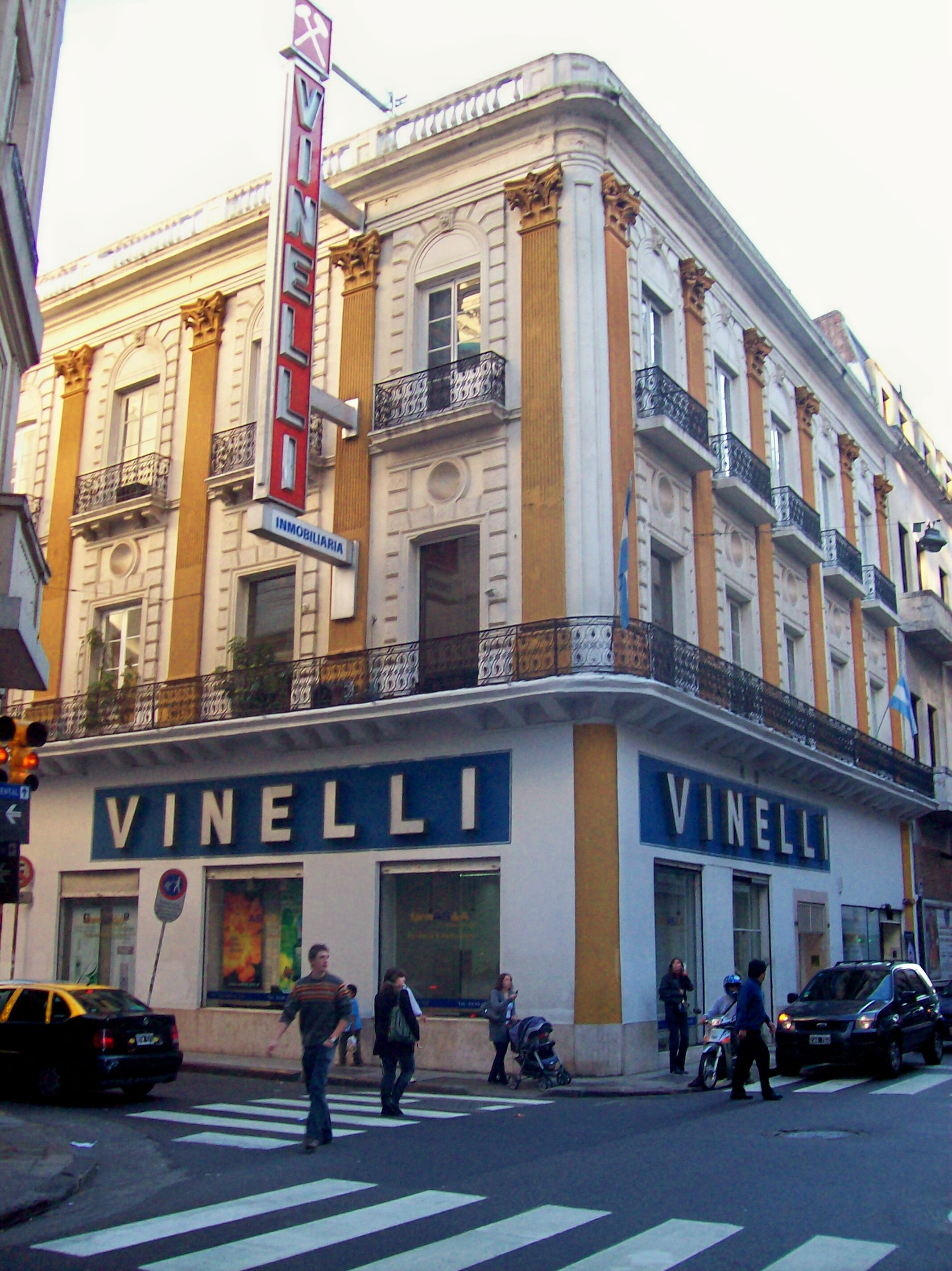
El Palacio Rams en la actualidad

Edward Taylor (29 de junio de 1801-18 de agosto de 1868), también conocido en Argentina como Eduardo Taylor, fue un ingeniero y arquitecto británico, también dedicado a la antropología, que se radicó en Buenos Aires.
Nacido en Westminster (Londres), el 29 de junio de 1801, arribó a la capital argentina en 1825, durante la época de Rivadavia, momento en que aún las Provincias Unidas del Sud no estaban unificadas y se encontraban en una sangrienta guerra civil. Se instaló en una colonia británica que se formaba por esos tiempos en la actual localidad de Monte Grande.
En sus primeras décadas en la Argentina, realizó trabajos de poca relevancia, como remodelaciones y pequeñas construcciones, y se desempeñó como loteador en años en que el país se encontraba estancado económicamente.
Fue recién a partir de 1848 que comenzó a obtener encargos de mayor relevancia. Su obra mayor fue la Aduana Nueva de Buenos Aires. Su reconocimiento en consecuencia fue tal que se la llamó popularme Aduana de Taylor. Esta se construyó junto a la ribera del Río de la Plata, detrás del Fuerte de la ciudad. Junto a ella, levantó en el sitio actual del Palacio de Hacienda, un edificio de oficinas para la Administración de Rentas Nacionales, luego usado como depósitos. También diseñó para el estado los Cuarteles de Retiro, que se encontraban en la actual Plaza San Martín.
En el campo religioso fue proyectista de la Iglesia evangélica alemana, la Iglesia Presbiteriana Escocesa en la localidad de Florencio Varela, la Iglesia de Nuestra Señora del Carmen en la ciudad de Lobos y la parroquia de la ciudad de Tandil, de la cual diseñó además el trazado de sus primeras calles.
Otro ramo en el cual Taylor dejó huella fueron las residencias de lujo de los pocos personajes de riqueza que existían en la Buenos Aires de 1850. El más recordado es el demolido Palacio Muñoa (1852), propiedad de dos comerciantes vascos que edificaron una casona o "palazzo" de estilo italianizante de tres plantas que estaba en la actual esquina de las calles Hipólito Yrigoyen y Perú, y en cuyo lugar se alza hoy la torre de la Comisión Nacional de Comunicaciones. Esa residencia sería sede, hasta 1900, del Club del Progreso donde se reunían las personalidades de la época. A pocos metros de allí, en la esquina de Yrigoyen con la calle Chacabuco, sobrevive aún, aunque muy modificado, el Palacio Rams, otro edificio de características similares construido para un rico comerciante catalán hacia 1860. Existe un tercer edificio atribuido a Taylor por su similitud estética, en la esquina de las calles Rivadavia y Tacuarí.
Taylor falleció el 18 de agosto de 1868 por una apoplejía.